# A56 (Frankrijk)
De Autoroute A56 (kortweg A56) is een geplande autosnelweg in de Franse regio Provence-Alpes-Côte d'Azur die zal lopen van Salon-de-Provence naar Fos-sur-Mer.